# Abdurrahman Yalçınkaya
Abdurrahman Yalçınkaya (* 10. März 1950 in Şanlıurfa) ist ein türkischer Jurist. Er war von 2007 bis 2011 Generalstaatsanwalt beim Kassationshof.

## Familie und Karriere
Yalçınkaya stammt aus einer kurdischen Familie und wuchs in Südostanatolien unweit der syrischen Grenze auf. Sein Großvater mütterlicherseits war ein bekannter lokaler Scheich und angesehener Führer des islamischen Naqschbandi-Ordens. Von ihm erhielt er seinen Vornamen Abdurrahman. Sein Vater Behzat Yalçınkaya, ein ausgebildeter Lehrer, vollzog den Bruch mit dem Glauben und vertrat säkulare Ideale. Dennoch trug er zu den Baukosten der Moschee von Kara bei Şanlıurfa, dem Heimatort der Yalçınkayas, einen Gutteil bei. Er erzog seinen Sohn im Geist Kemal Atatürks.
Noch während seiner Schulzeit übersiedelte Yalçınkaya in die Hauptstadt Ankara. Dort absolvierte er das Gymnasium und ein Studium an der Juristischen Fakultät der Universität Ankara, die von Atatürk gegründet worden war. Nach dem Examen 1973 machte er Karriere im staatlichen Justizwesen und wurde Richter in verschiedenen Städten der Türkei, wo er sich als Kämpfer gegen die Korruption und den Drogenschmuggel profilierte. Am 14. April 1998 wechselte er, ebenfalls als Richter, an den Kassationshof (Yargıtay), das höchste ordentliche Gericht des Landes.

## Generalstaatsanwaltschaft
Im Juni 2004 trat er in die Generalstaatsanwaltschaft ein, der er nach Berufung durch den früheren Staatspräsidenten Ahmet Necdet Sezer ab dem 21. Mai 2007 vorstand. Aufsehen erregte im November 2007 sein Verbotsantrag gegen die einzige kurdische Partei in der Großen Nationalversammlung der Türkei, die DTP. Yalçınkaya warf der Partei vor, verlängerter Arm der kurdischen Untergrundorganisation PKK zu sein und gegen das Verfassungsprinzip der Unteilbarkeit des Staates zu verstoßen. Am 11. Dezember 2009 entsprach das türkische Verfassungsgericht dem Antrag Yalçınkayas und verfügte ein Verbot gegen die Partei.
International bekannt wurde Yalçınkaya, als er am 14. März 2008 einen Verbotsantrag auch gegen die Regierungspartei AKP des Ministerpräsidenten Recep Tayyip Erdoğan stellte, die bei der Parlamentswahl im Juli 2007 knapp 47 Prozent der Stimmen auf sich vereinigen konnte. Außerdem beantragte er ein fünfjähriges politisches Betätigungsverbot für 71 AKP-Politiker, darunter für Erdoğan selbst, den Parlamentspräsidenten Köksal Toptan und den amtierenden Staatspräsidenten Abdullah Gül. Nach Auffassung Yalçınkayas betrieb die AKP eine Islamisierung des türkischen Staatswesens; er warf der Partei vor, ein „Brennpunkt von Aktivitäten gegen das Prinzip des Laizismus“ zu sein.
In der 162 Seiten umfassenden Anklageschrift kritisierte er unter anderem die von der AKP initiierte Lockerung des Kopfuchverbots an türkischen Hochschulen, die die in der Verfassung vorgesehene Trennung von Moschee und Staat unterhöhle. Ohne Belang war für ihn, dass Erdoğans Partei den Regierungsauftrag von der Mehrheit des türkischen Volkes erhalten hatte. Er wurde mit dem Satz zitiert: „Auch Hitler kam demokratisch an die Macht.“ Schon vor Erhebung seiner Anklage hatte er die AKP als „fundamentalistisch und gefährlich“ eingestuft und den Anfang „iranischer Verhältnisse“ wahrgenommen. Die elf Richter stimmten im Juli 2008  mit sechs zu fünf Stimmen für ein Parteiverbot – erforderlich wäre jedoch ein Quorum von sieben Ja-Stimmen gewesen. Yalçınkayas Verbotsantrag wurde deshalb abgelehnt, der Regierungspartei AKP jedoch die staatliche Finanzförderung gestrichen.
Im Mai 2011 endete die Amtszeit Yalçınkayas als Generalstaatsanwalt beim Kassationshof; er wurde in dieser Funktion von Hasan Erbil abgelöst.

## Reaktionen
Die Arbeit Yalçınkayas wird in der Türkei sehr kontrovers beurteilt. Während ihn kemalistische Zeitungen wie Cumhuriyet als letzten Aufrechten gegen die drohende Islamisierung des türkischen Staates sehen, kritisieren ihn islamisch-konservative Medien wie die zur Fethullah-Gülen-Bewegung gehörende Tageszeitung Zaman als „Ober-Jakobiner“ und „Großinquisitor“. Vom beantragten AKP-Verbot distanzierten sich auch Politiker der Europäischen Union. Der ehemalige EU-Erweiterungskommissar Olli Rehn mahnte mit Blick auf den Verbotsantrag des Generalstaatsanwalts: „In einer normalen europäischen Demokratie werden politische Themen im Parlament diskutiert und durch Wahlen entschieden, nicht jedoch in Gerichtssälen“.
Eine von der Zeitung Tempo aus dem Medienkonzern Doğan zusammengestellte Jury zählte Yalçınkaya im Juli 2008 zu den fünfzig einflussreichsten Menschen in der Türkei.